# November 2017
Dit artikel geeft een chronologisch overzicht van de belangrijkste gebeurtenissen per dag van de maand november in het jaar 2017.

## Gebeurtenissen

### 1 november
- In een buitenstad van Denver (Colorado) komen drie mensen om het leven bij een schietpartij in een vestiging van de Amerikaanse supermarktketen Walmart.
- De Zimbabwaanse dictator Robert Mugabe zegt de doodstraf weer te willen gaan uitvoeren vanwege het stijgende aantal moorden in zijn land.
- De Britse minister van Defensie Michael Fallon stapt op wegens handtastelijkheden in een ver verleden. Vijftien jaar geleden heeft hij tijdens een diner een hand laten rusten op de knie van een bevriende journaliste.
- De gemeente Rotterdam neemt maatregelen tegen agressieve honden, variërend van een meldpunt en het verplicht muilkorven van alle 21 'hoog-risicohonden' tot locaties waar gevaarlijke honden niet meer mogen komen en euthanasie na een zeer ernstig bijtincident.

### 2 november
- Op Sint Maarten wordt de regering van premier William Marlin ten val gebracht. Een meerderheid van acht leden in het parlement van het eiland zegt het vertrouwen op.
- President Donald Trump van de Verenigde Staten maakt bekend dat Jerome Powell wordt benoemd tot de nieuwe voorzitter van de Federal Reserve.
- De omstreden imam Fawaz Jneid mag van de rechter niet langer prediken in de islamitische boekhandel van de stichting Qanitoen in de Haagse Cilliersstraat. Hij mag daar ook geen bijeenkomsten houden met zijn volgelingen.
- De 31-jarige Rotterdammer Jaouad A. wordt door de rechtbank in Rotterdam veroordeeld tot vier jaar gevangenisstraf voor het voorbereiden van een terroristische aanslag. In december 2016 trof de politie in de bergruimte van A.'s woning een kalasjnikov aan met pantserdoorborende munitie en een aanzienlijke hoeveelheid illegaal vuurwerk.

### 3 november
- Na de val van Raqqa worden strijders van Islamitische Staat door Syrische regeringstroepen ook verjaagd uit Deir al-Zor, een belangrijke stad in het oosten van Syrië. Ook in Irak dreigt IS zijn laatste bolwerk kwijt te raken: de troepen van Bagdad zijn grensstad Qaim binnengedrongen.
- Vlak naast een drugslab overlijden twee mannen in een tuin in Kaatsheuvel. Vermoedelijk zijn zij het slachtoffer van de chemicaliën die nodig zijn bij de productie van amfetamine.
- Tientallen vluchtelingen komen op de Middellandse Zee om tijdens de oversteek naar Italië. Volgens vluchtelingenorganisatie UNHCR zijn minstens dertig mensen verdronken en worden nog veel mensen vermist.
- Het Openbaar Ministerie eist voor de rechtbank in Maastricht tien jaar cel tegen een 61-jarige man die in oktober 2016 een 11-jarig meisje heeft verdoofd met een sterk slaapmiddel en vervolgens verkracht.

### 4 november
- De Tweede Kamer wil een debat over het toezicht op de veroordeelde kindermisbruiker Robert M. Uit een publicatie van de Volkskrant blijkt dat M. vanuit zijn detentie in contact kon komen met journalisten en de advocaat van familie van zijn slachtoffers.
- In het oosten van Syrië vallen tientallen doden en gewonden na een aanslag met een autobom bij een vluchtelingenkamp nabij de rivier de Eufraat. Dat meldt het Syrisch Observatorium voor de Mensenrechten in Londen.
- Premier Saad Hariri van Libanon maakt tijdens een televisietoespraak zijn aftreden bekend. Hij stapt op omdat hij vreest voor een liquidatie.
- Netflix beëindigt definitief de samenwerking met acteur Kevin Spacey, hoofdrolspeler van de hitserie House of Cards, vanwege aanhoudende verhalen over grensoverschrijdend gedrag. Eerder legde het bedrijf al voor onbepaalde tijd de opnames stil van het zesde en laatste seizoen van de populaire serie.

### 5 november
- De Russische autoriteiten evacueren duizenden bezoekers van het Bolsjoj Theater in Moskou na een bommelding. Ook het publiek in het befaamde Metropol Hotel en het GOeM-warenhuis op het Rode Plein moet in allerijl worden geëvacueerd.
- De Britse premier Theresa May komt dieper in de problemen nu blijkt dat de politie negen jaar geleden porno zou hebben aangetroffen op een computer van haar rechterhand, vicepremier Damian Green. De 61-jarige bewindsman ontkent en zegt dat de onthulling deel uitmaakt van een lastercampagne van een voormalige politiecommissaris, Bob Quick.
- Mathieu van der Poel kroont zich soeverein tot Europees kampioen veldrijden. In een wedstrijd die al na anderhalve ronde beslist lijkt, laat hij de concurrentie ver achter zich. Landgenote Lucinda Brand grijpt in de eindsprint net naast de Europese titel voor vrouwen.
- Michel Butter eindigt bij de marathon van New York als zesde. De 32-jarige atleet uit Beverwijk geeft minder dan twee minuten toe op winnaar Geoffrey Kamworor uit Kenia.

### 6 november
- De VS en Japan gaan "maximale druk" uitoefenen op Noord-Korea om het land te dwingen te stoppen met zijn nucleaire wapenprogramma. Die boodschap geven de Amerikaanse president Donald Trump en de Japanse premier Shinzo Abe.
- Het Amerikaanse technologiebedrijf Apple, een van de meest winstgevende bedrijven ter wereld, heeft over de afgelopen drie jaar voor tientallen miljarden dollars aan belasting ontweken door twee dochterbedrijven in het geheim van Ierland naar het Britse eiland Jersey te verhuizen. Dat blijkt uit gelekte e-mails die afkomstig zijn uit de Paradise Papers.
- FC Oss verandert na negen jaar de eigen naam weer terug in TOP Oss, zo kondigt de voetbalclub de naamswijziging aan op de eigen website. TOP staat voor 'Tot Ons Plezier'.

### 7 november
- Eric Gudde treedt aan als de nieuwe algemeen directeur van de KNVB. Hij wil eerst een nieuwe technisch directeur aantrekken en daarna pas de opvolger van bondscoach Dick Advocaat.
- De politicus Carl Sargeant uit Wales wordt dood aangetroffen in zijn woning. Hij is enkele dagen eerder geschorst door de Labour Party na beschuldigingen van ongewenste intimiteiten met vrouwen.
- De Keniaanse olympisch kampioene op de marathon, Jemima Sumgong, wordt voor vier jaar geschorst wegens doping.
- De beschuldigingen tegen castingdirector en producent Job Gosschalk stapelen zich op. Hollywood-acteur Yorick van Wageningen laat in een schriftelijke verklaring aan de Volkskrant weten ook last te hebben gehad van machtsmisbruik door Gosschalk.
- Zeilkampioene Marit Bouwmeester wordt in Mexico verkozen tot beste zeilster ter wereld.

### 8 november
- De gemeente Amsterdam gaat betonblokken plaatsen op drukke plaatsen zoals de Dam en het Leidseplein. De obstakels moeten het daar onmogelijk maken met een auto of vrachtwagen op menigten in te rijden.
- Tegen de Ethiopische Nederlander Eshetu A. wordt levenlang geëist voor oorlogsmisdaden die hij in zijn geboorteland zou hebben gepleegd. Eind jaren zeventig gaf hij volgens het Openbaar Ministerie opdracht voor de executie van 75 tegenstanders van het toenmalige regime in Ethiopië, en het martelen van negen anderen.
- De Nederlandse hockeysters winnen hun eerste wedstrijd van een vierlandentoernooi in Melbourne. Het team van bondscoach Alyson Annan is met 2-0 te sterk voor gastland Australië. De treffers komen op naam van Caia van Maasakker (uit een strafcorner) en Maartje Krekelaar.

### 9 november
- Uit gelekte e-mails blijkt dat Yousef Al Otaiba, de ambassadeur van de Verenigde Arabische Emiraten in de Verenigde Staten, Banque Havilland in de arm had genomen om een plan op te stellen om een financiële oorlog tegen Qatar te voeren.
- Het belangrijkste vliegveld van Zimbabwe, de luchthaven van hoofdstad Harare, wordt voor tientallen miljoenen vernieuwd en heeft een nieuwe naam: Robert Mugabe International Airport.
- De Oranje-hockeysters winnen ook de tweede wedstrijd van het vierlandentoernooi in Melbourne. De ploeg van bondscoach Alyson Annan loopt Japan met 6-1 onder de voet.
- Linda Bolder beëindigt haar carrière als judoka. Ze maakt dat besluit bekend op haar Facebookpagina.

### 10 november
- De leider van Hezbollah, Hassan Nasrallah, zegt dat Saoedi-Arabië de oorlog aan Libanon en Hezbollah heeft verklaard. Volgens hem heeft premier Saad Hariri van Libanon onder druk van het regime in Riyad ontslag genomen.

### 11 november
- Marokko en Tunesië plaatsen zich als vierde en vijfde Afrikaanse land voor het WK voetbal 2018 in Rusland.
- De 64-jarige Wim van Griensven uit Roermond komt om het leven, nadat hij voor de ogen van zijn eigen familie wordt vertrapt door een olifant in de buurt van zijn lodge in een wildpark in Zambia. De Limburger probeert een 57-jarige Belgische vriendin te redden die al ruim zestien jaar in het land woont. Ook zij overlijdt.
- De Nederlandse hockeysters bereiken de finale van een vierlandentoernooi in Melbourne. Het team van bondscoach Alyson Annan zet in het derde duel de Verenigde Staten te kijk met 6-1. Het is de grootste overwinning ooit van Oranje op de VS.

### 12 november
- De jaarlijkse marathon van Beiroet loopt uit op een massaprotest voor de terugkeer van de Libanese premier Saad Hariri. De minister-president verklaarde op 4 november plotseling te zijn afgetreden, omdat hij bang is vermoord te worden.
- De hockeysters van Oranje winnen in Melbourne de finale van het International Festival of Hockey. Zonder de geblesseerde Eva de Goede is de ploeg van bondscoach Alyson Annan met 5-0 te sterk voor Japan, de nummer twaalf van de wereld.

### 14 november
- In Zimbabwe worden tanks op straat gesignaleerd en bezetten militairen het gebouw van de staatsomroep. Er zouden explosies gehoord zijn. Het leger van het Zuid-Afrikaanse land ontkent in eerste instantie dat er een staatsgreep aan de gang is, later blijkt dat er wel degelijk een machtsovername plaatsvond.
- Het Deens voetbalelftal plaatst zich voor het WK voetbal 2018 door in de tweede en beslissende play-offwedstrijd met maar liefst 5-1 te winnen van Ierland, onder meer door drie treffers van aanvallende middenvelder Christian Eriksen.

### 15 november
- Venezuela is formeel wanbetaler. Het Zuid-Amerikaanse land kan de rentebetaling en aflossing op zijn schulden van in totaal 60 miljard dollar (50 miljard euro) niet meer voldoen. Kredietbureau Standard & Poor's heeft daarom de rating van de obligatieleningen verlaagd van CC naar D, wat staat voor default (wanbetaler).
- De politie gaat 's avonds extra surveilleren in Brunssum in een poging een einde te maken aan het bekogelen van lijnbussen van vervoerder Arriva.
- De Europese vliegtuigbouwer Airbus haalt op de luchtvaartshow in Dubai zijn grootste order ooit binnen. De Amerikaanse investeerder Indigo Partners bestelt in totaal 430 vliegtuigen. Daarmee is een bedrag van bijna 50 miljard dollar (42 miljard euro) gemoeid.
- De Amerikaanse rapper Gustav Elijah Åhr overlijdt op 21-jarige leeftijd ten gevolge van een overdosis fentanyl.

### 16 november
- De Zimbabwaanse president Robert Mugabe ontvangt de legerleider, twee ministers en gezanten uit Zuid-Afrika. Het zijn de eerste openbare foto's van Mugabe sinds de coup in het Afrikaanse land.
- Als 32ste en laatste land plaatst Peru zich voor het WK voetbal 2018 in Rusland. Door treffers van oud-PSV'er Jefferson Farfán en Christian Ramos wordt Nieuw-Zeeland met 2-0 verslagen.
- Badmintonner Erik Meijs overlijdt aan de gevolgen van een verkeersongeluk in Duitsland. De Nederlands kampioen van 2016 uit Zoetermeer wordt 26 jaar.
- De Nederlandse hockeysters beginnen de finale van de Hockey World League met een overtuigende zege op gastland Nieuw-Zeeland. De ploeg van bondscoach Alyson Annan wint in Auckland met 4-0.

### 17 november
- In Bonn wordt de 23ste Conferentie van de Partijen (COP-23) in het Klimaatverdrag afgesloten.

### 18 november
- De Amerikaanse president Donald Trump herziet zijn plan om de import van jachttrofeeën – bijvoorbeeld olifanten die door plezierjagers zijn gedood – in zijn land toe te staan. Trump twittert dat hij die beslissing uitstelt "om alle feiten hieromtrent te bekijken en daarna een afgewogen beslissing te nemen".
- De Nederlandse hockeysters sluiten ook de tweede groepswedstrijd van de finale van de Hockey World League winnend af. Maartje Krekelaar neemt de ploeg bij de hand met twee treffers tegen de Verenigde Staten (2-0).
- De Belgische voetbaltrainer Paul Put wordt de nieuwe bondscoach van Kenia.
- Jetze Plat, Yvonne van Vlerken, Rob Barel en Rani Škrabanja worden door de Nederlandse Triathlon Bond uitgeroepen tot sporters van het jaar 2017.

### 19 november
- Robert Mugabe wil van geen wijken weten. De 93-jarige president van Zimbabwe zegt op de nationale televisie dat hij in ieder geval de komende week aan de macht blijft, ondanks de steeds verder toenemende druk om af te treden.
- Joshua Cheptegei (Oeganda) en Birke Debele (Ethiopië) winnen de 34ste editie van de Zevenheuvelenloop.
- David Moyes verliest zijn eerste wedstrijd als voetbalmanager van West Ham United. Zijn ploeg gaat in de Londense derby bij Watford met 2-0 onderuit.

### 20 november
- Het Europees Geneesmiddelenbureau (EMA) komt in Amsterdam. De EU-ministers van Buitenlandse Zaken moeten in de laatste stemronde kiezen tussen Milaan en Amsterdam, maar de stemmen staakten: 13-13. Bij de loting won Amsterdam.
- In Zimbabwe stelt de regerende partij ZANU-PF een motie van wantrouwen op tegen de 93-jarige president Robert Mugabe.
- West Bromwich Albion ontslaat coach Tony Pulis vanwege tegenvallende prestaties in de Engelse Premier League.
- De Nederlandse hockeysters plaatsen zich als groepswinnaar voor de kwartfinales bij de finaleronde van de Hockey World League in Auckland. Na overwinningen op gastland Nieuw-Zeeland (4-0) en de Verenigde Staten (2-0) is Oranje ook te sterk voor Zuid-Korea: 3-0.

### 21 november
- De Zimbabwaanse president Robert Mugabe (93) dient zijn ontslag in. Dat meldt de voorzitter van het parlement in Zimbabwe. Bij het voorlezen van zijn ontslagbrief klinkt luid gejuich in het parlement.
- Feyenoord verliest ook zijn vijfde duel in de poulefase van de UEFA Champions League. De voetbalclub uit Rotterdam buigt door een late treffer van Raheem Sterling met 1-0 voor Manchester City, waardoor Europees overwinteren niet meer mogelijk is.
- Everton-spits Oumar Niasse is de eerste speler die is aangeklaagd door de Engelse voetbalbond voor "succesvolle misleiding van de scheidsrechter".
- Hervé Renard blijft ook na het WK voetbal 2018 bondscoach van Marokko. De Franse succescoach verlengt zijn contract bij de Marokkaanse bond tot 2022.
- Een shirt van de Amerikaanse honkballegende Jackie Robinson levert bij een veiling 1,7 miljoen euro op. In 1947 maakte Robinson als eerste Afro-Amerikaan zijn debuut in de Amerikaanse profcompetitie MLB.

### 22 november
- Oud-generaal Ratko Mladic, die in de Joegoslavische burgeroorlog leider was van het Bosnisch-Servische leger, wordt door het Joegoslaviëtribunaal in Den Haag veroordeeld tot levenslang.
- In de Georgische hoofdstad Tbilisi worden drie terreurverdachten gedood bij een actie van een antiterreureenheid die zo'n 20 uur duurt.
- Everton FC moet een boete van 30.000 euro betalen voor de ongeregeldheden tijdens de wedstrijd tegen Olympique Lyon in de UEFA Europa League, zo laat de Europese voetbalbond UEFA weten.
- Emmerson Mnangagwa, de beoogde nieuwe president van Zimbabwe, keert terug in zijn vaderland. "De Krokodil" vluchtte ruim een week eerder naar Zuid-Afrika nadat hij door Robert Mugabe was ontslagen als vicepresident.
- De Libanese premier Saad Hariri schort zijn ontslagverzoek op, in afwachting van verdere besprekingen in Libanon.
- Bij de Telegraaf Media Groep verdwijnen de komende jaren zo'n 150 banen. TMG, dat in juni dit jaar werd overgenomen door de Vlaamse uitgever Mediahuis, gaat reorganiseren.
- Ange Postecoglou stapt op als bondscoach van het Australisch voetbalelftal.
- Het Amerikaanse leger laat weten dat een vliegtuig met elf bemanningsleden en passagiers aan boord in de Grote Oceaan is neergestort, terwijl het op weg was naar het vliegdekschip USS Ronald Reagan.

### 23 november
- De ouderejaars student van Vindicat die tijdens de ontgroening op het hoofd van een aspirant-lid ging staan, wordt veroordeeld tot een taakstraf van 240 uur. Hij krijgt ook dertig dagen voorwaardelijke celstraf.
- De rechter bepaalt dat het terecht is dat imam Fawaz Jneid een gebiedsverbod heeft voor de buurten Transvaal en Schilderswijk in Den Haag. Hij kreeg het verbod omdat hij een intolerante boodschap verkondigt en een gevaar zou vormen voor de nationale veiligheid.
- YouTube verwijdert vijftig kanalen en duizenden filmpjes waarop schokkende beelden met kinderen te zien zijn.
- Interpol redt bij een grote actie tegen mensenhandel in Afrika vijfhonderd slachtoffers en houdt veertig verdachte mensensmokkelaars aan. De actie was tegelijkertijd in Tsjaad, Senegal, Mauritanië, Mali en Niger.
- De Braziliaanse voetballer Robinho wordt bij verstek door een rechtbank in Milaan tot negen jaar gevangenisstraf veroordeeld wegens groepsverkrachting. De rechtbank acht het bewezen dat de aanvaller, die destijds uitkwam voor AC Milan, zich in 2013 in Milaan met vijf andere mannen, aan een 22-jarige Albanese vrouw heeft vergrepen.
- De Nederlandse hockeysters dringen in de Hockey World League door tot de halve finales. In Auckland wint de ploeg van bondscoach Alyson Annan met 4-0 van China.
- OSC Lille ontslaat trainer Marcelo Bielsa. Onder de Argentijn verloor de Franse voetbalclub zeven van de laatste dertien duels. Lille staat voorlaatste in de Ligue 1.
- Vitesse wordt uitgeschakeld in de UEFA Europa League. De voetbalclub uit Arnhem heeft niets aan de 1-1 bij Lazio Roma omdat OGC Nice wint van Zulte Waregem. Door de uitschakeling van Vitesse is Nederland voor het eerst in negentien jaar nog voor de winter uitgespeeld in Europa.

### 24 november
- Bij de aanslag op een Egyptische moskee nabij Bir al-Abed in de Sinaï komen 305 mensen om het leven en zijn volgens diverse getuigen veertig schutters betrokken. Ten minste 109 anderen raken gewond.
- De gouverneur van Sint-Maarten moet van de Rijksministerraad premier William Marlin zo snel mogelijk ontslaan. William Marlin kondigt daarop alsnog zijn ontslag aan.
- In een stadion vol juichende mensen in Harare wordt Emmerson Mnangagwa beëdigd als president van Zimbabwe.
- Schaatsster Olga Fatkoelina is voor het leven uitgesloten van deelname aan de Olympische Spelen. Het IOC legde die straf ook op aan schaatser Aleksandr Roemjantsev en de bobsleeërs Aleksandr Zoebkov en Olga Stoelneva. Het Russische kwartet heeft tijdens de Winterspelen van Sotsji doping gebruikt.
- In Mali komen drie militairen van de VN-vredesmacht om als ze onder vuur genomen worden bij de grens met Niger.
- André Bolhuis, voorzitter van NOC*NSF, wordt niet de nieuwe vicevoorzitter van de EOC. Bolhuis kreeg op het EOC-congres in Zagreb 21 stemmen, zes minder dan de voorzitter van het Deens Olympisch Comité, de 64-jarige Niels Nygaard.

### 25 november
- De Franse president Emmanuel Macron lanceert een plan om seksueel geweld tegen vrouwen aan te pakken. Het is een omvangrijk pakket, waarmee hij zegt de "seksistische cultuur" in Frankrijk te willen veranderen.
- Een protest in Brussel tegen handel in slaven in Libië loopt uit op rellen. Daarbij raken winkels beschadigd en worden agenten aangevallen. Meer dan zeventig mensen worden opgepakt.
- Cabaretier Janneke de Bijl wint de 52e editie van het Cameretten Festival. De jury verkiest haar boven Andries Tunru en Mark Waumans.
- Trainer Peter Bosz grijpt met Borussia Dortmund naast de eerste competitiezege in twee maanden tijd. Zijn ploeg verspeelde in een sensationele voetbalderby tegen Schalke 04 een 4-0 voorsprong tegen de aartsrivaal: 4-4.
- Voetballer Lionel Messi verlengt zijn contract bij FC Barcelona tot de zomer van 2021. De club die de Argentijnse vedette wil overnemen, zal 700 miljoen euro op tafel moeten leggen.

### 26 november
- Voor de derde keer in twee weken tijd wordt Brussel geteisterd door rellen. Een manifestatie die uit de hand is gelopen, lijkt geïnfiltreerd door amokmakers die uit waren op een vechtpartij.
- Twee redacteuren van de Groningse Universiteitskrant zijn hun baan kwijt nadat zij hun hoofdredacteur van censuur betichtten.
- De Nederlandse hockeysters winnen net als in 2013 de Hockey World League. In de finale verslaat de ploeg van bondscoach Alyson Annan gastland Nieuw-Zeeland met 3-0.
- Er vallen twee doden en verschillende gewonden bij een explosie in een fabriek in de Chinese havenstad Ningbo.

### 27 november
- De Britse prins Harry heeft zich verloofd met de Amerikaanse actrice Meghan Markle. De trouwplechtigheid staat voor komend voorjaar gepland.
- De Amsterdamse politie houdt een man aan die in oktober 2016 mogelijk de tweede schutter was bij een 'vergismoord'. In een parkeergarage werd toen de 31-jarige deejay Djordy Latumahina doodgeschoten.
- Het Internationaal Olympisch Comité schorst opnieuw vijf Russische sporters voor het leven, waarmee ze tevens zijn uitgesloten van deelname aan de Spelen, vanwege dopinggebruik bij de Olympische Winterspelen 2014. Het zijn de bobbers Dmitri Troenenkov en Aleksei Negodailo, de biatleten Olga Viloechina en Jana Romanova, en Sergei Tsjoedinov (skeleton).
- Vincenzo Montella (43) wordt vanwege de tegenvallende resultaten ontslagen als coach van de Italiaanse voetbalclub AC Milan. Oud-international Gennaro Gattuso, coach van de beloften, schuift nu door naar de hoofdmacht.
- Xander van Mazijk kroont zich in het Amerikaanse Las Vegas tot wereldkampioen bowlen. De 25-jarige Zuid-Hollander is in de finale te sterk voor de Taiwanees Hao Min Wu.
- AFC Ajax gaat samenwerken met de Chinese topclub Guangzhou R&F FC. Directeur Edwin van der Sar zet zijn handtekening onder een vijfjarig contract, met een optie voor nog vijf jaar. De deal levert Ajax jaarlijks twee miljoen euro op.

### 29 november
- Slobodan Praljak, een Kroatisch militair en oorlogsmisdadiger, pleegt voor de ogen van het Joegoslaviëtribunaal zelfmoord door het gif kaliumcyanide te drinken.
- Voormalig teamarts Larry Nassar van de Amerikaanse turnbond bekent voor een rechtbank in Michigan schuld in nog eens drie gevallen van seksueel misbruik.
- Het IOC schorst de Russische bobsleeërs Aleksandr Kasyankov, Aleksei Pushkarev en IIvir Khuzin, omdat ze tijdens de Olympische Winterspelen in Sotsji (2014) de dopingreglementen hebben overtreden. Het aantal bestrafte Russische deelnemers van de Spelen van 2014 komt daarmee op 22.
- Sam Allardyce wordt door Everton aangesteld als opvolger van de eerder weggestuurde Nederlandse trainer Ronald Koeman. Hij gaat een contract tekenen dat hem tot medio 2019 verbindt aan de voetbalclub uit Liverpool.

### 30 november
- Denemarken meldt een economische krimp van 0,6 procent ten opzichte van het vorige kwartaal.
- In het Amsterdam van de jaren vijftig konden homoseksuelen een baan op het stadhuis vergeten. Uit een dossier dat is opgedoken in het stadsarchief blijkt dat sollicitanten door de gemeente werden afgewezen vanwege hun veronderstelde geaardheid.
- Tiger Woods maakt een hoopgevende rentree op de golfbaan. De 41-jarige Amerikaan, de afgelopen jaren geplaagd door een slepende rugblessure, ging de eerste ronde van de Hero World Challenge op de Bahama's rond in 69 slagen, drie onder par.

## Overleden
← · januari · februari · maart · april · mei · juni · juli · augustus · september · oktober · november · december ·  →